# Peno
Peno (russisch Пе́но) ist eine Siedlung städtischen Typs in der Oblast Twer in Russland mit 4220 Einwohnern (Stand 14. Oktober 2010).

## Geographie
Der Ort liegt knapp 200 km Luftlinie westlich des Oblastverwaltungszentrums Twer. Er befindet sich zwischen den Seen Peno und Wolgo am Oberlauf der Wolga, die seit 1845 zusammen mit weiteren Seen durch ein Wehr nordwestlich von Selischarowo zum Oberen Wolgastausee (Werchnewolschskoje wodochranilischtsche) vereinigt sind.
Peno ist Verwaltungszentrum des Rajons Penowski sowie Sitz und einzige Ortschaft der Stadtgemeinde (gorodskoje posselenije) Possjolok Peno.

## Geschichte
Der Ort entstand 1906 im Zusammenhang mit dem Bau der Eisenbahnstrecke Bologoje – Welikije Luki, als dort eine Station errichtet wurde. 1911 ließ der Unternehmer Sawwa Morosow in der Nähe eine holzverarbeitende Fabrik errichten, um die ebenfalls eine Siedlung wuchs. Die Siedlungen wuchsen allmählich zusammen, ebenso mit den nahen Dörfern Bubnowo, Iswedowo, Schwezowo, Sujewo und Tinizy.
Am 1. Juni 1929 wurde Peno Verwaltungssitz eines neu geschaffenen, nach ihm benannten Rajons. 1930 erhielt der Ort den Status einer Siedlung städtischen Typs. Im Zweiten Weltkrieg wurde die Siedlung Anfang Oktober 1941 von der deutschen Wehrmacht okkupiert, aber bereits am 11. Januar 1942 von der Roten Armee während ihrer Gegenoffensive in der Schlacht um Moskau zurückerobert.

### Bevölkerungsentwicklung
| Jahr | Einwohner |
| ---- | --------- |
| 1939 | 3410      |
| 1959 | 6179      |
| 1970 | 6588      |
| 1979 | 6405      |
| 1989 | 6212      |
| 2002 | 5358      |
| 2010 | 4220      |

Anmerkung: Volkszählungsdaten

## Verkehr
Peno besitzt einen Bahnhof bei Kilometer 147 der 1907 eröffneten Eisenbahnstrecke Bologoje – Welikije Luki – Hrodna (Belarus). Einige Kilometer südwestlich schließt bei Soblago eine Strecke von Torschok an.
Durch die Siedlung verläuft die etwa 80 km südwestlich bei Sapadnaja Dwina von der föderalen Fernstraße M9 abzweigende Regionalstraße 28K-0001, die ab Andreapol der Bahnstrecke folgt und weiter in das 30 km nordöstlich von Peno gelegene Ostaschkow am Seligersee führt.